# Осташковский краеведческий музей
Осташковский краеведческий музей — краеведческий музей города Осташков, Тверская область. Располагается в здании Троицкого собора.
Является филиалом Тверского государственного объединенного музея.

## История
Первый музей в Осташкове был организован в 1889 году при городском училище. Основателями музея считаются учитель-инспектор П. А. Шубяков и священник-краевед отец Владимир (Успенский).
В 1919 году фонды музея вошли в состав Осташковского художественно-исторического музея, который с 1924 года стал районным краеведческим.
В советское время многие экспонаты Осташковского музея были переданы в Тверь.

## Экспозиция
С 1977 года стал одним из филиалов Тверского государственного объединённого музея.
Экспозиционно-выставочная площадь Осташковского музея составляет 415 м², площадь временных выставок — 488 м². Единиц хранения — 35 951, в том числе 11 879 — основного фонда.
Осташковский краеведческий музей занимается активной выставочной деятельностью, здесь проводятся различные концерты и фестивали. Современная экспозиция раскрывает информацию о промыслах и ремёслах Селигерского озёрного края, об исторических и культурных традициях Осташковской земли. В ней представлены материалы из археологических раскопок стоянок каменного века и славянских курганов. Достаточно большими являются коллекции самоваров (64 экземпляра) и прялок (34 экземпляра).

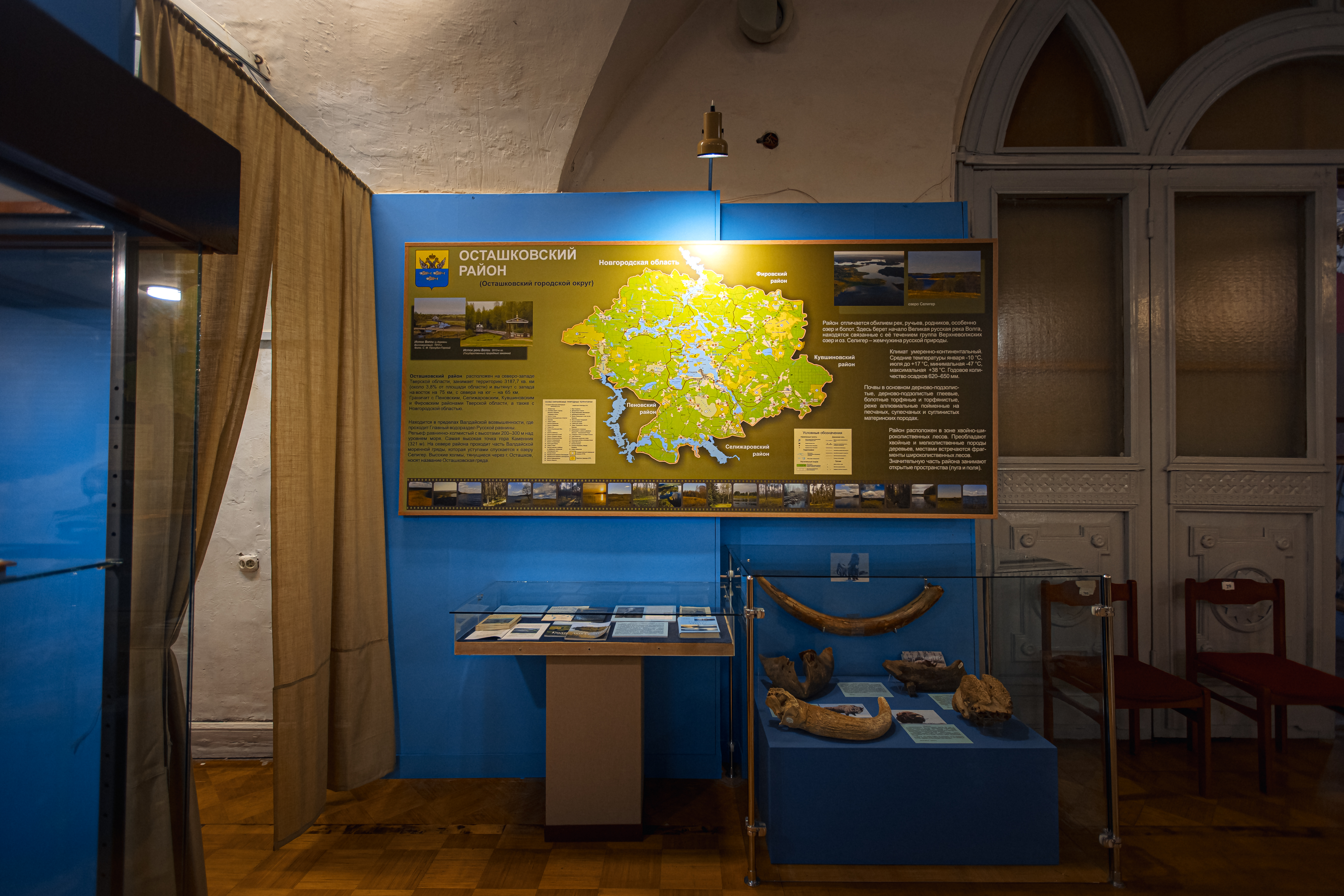
Часть экспозиции Осташковского краеведческого музея

Ежегодно музей посещают более 52 000 человек. 

## Литература

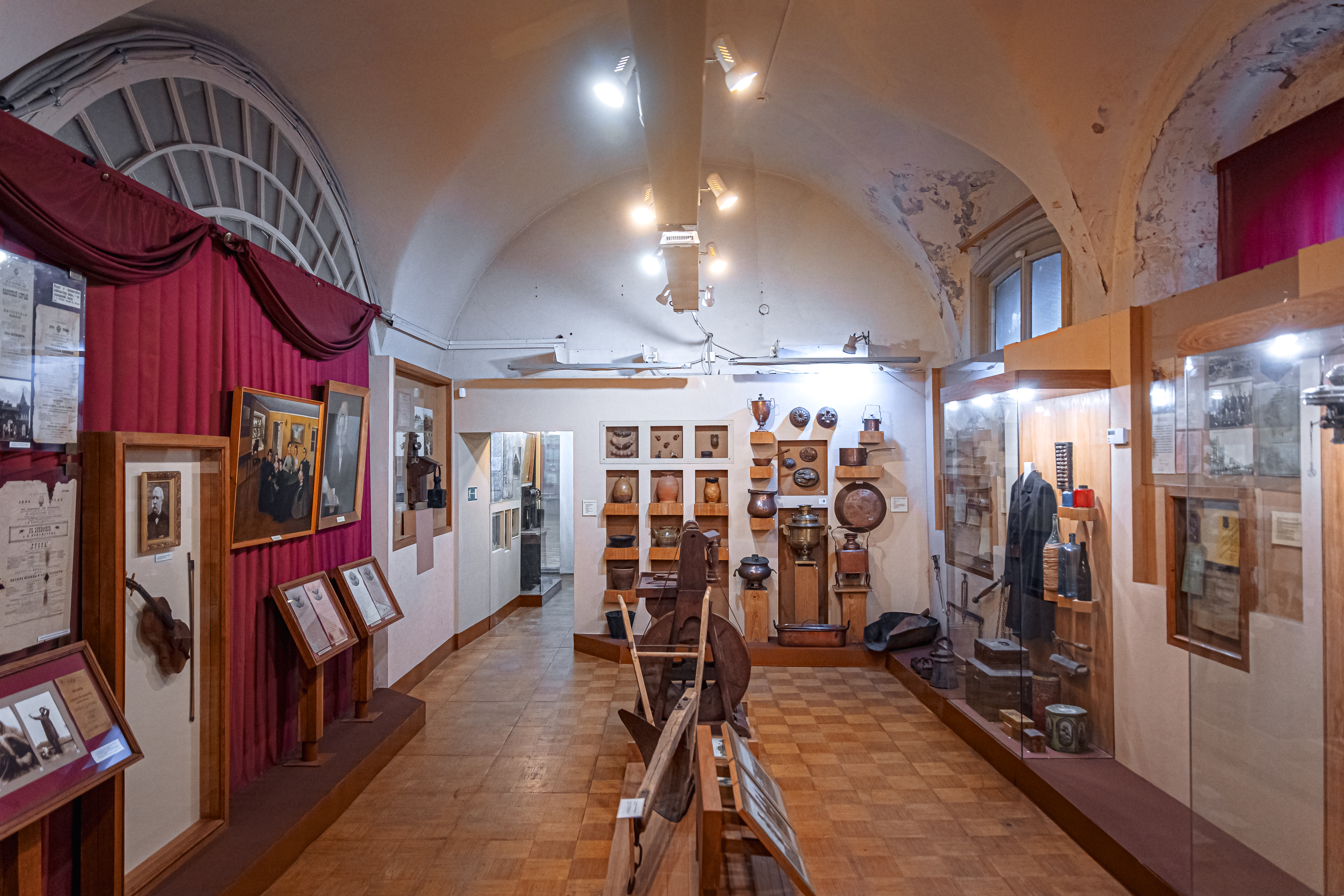
Экспозиция Осташковского краеведческого музея

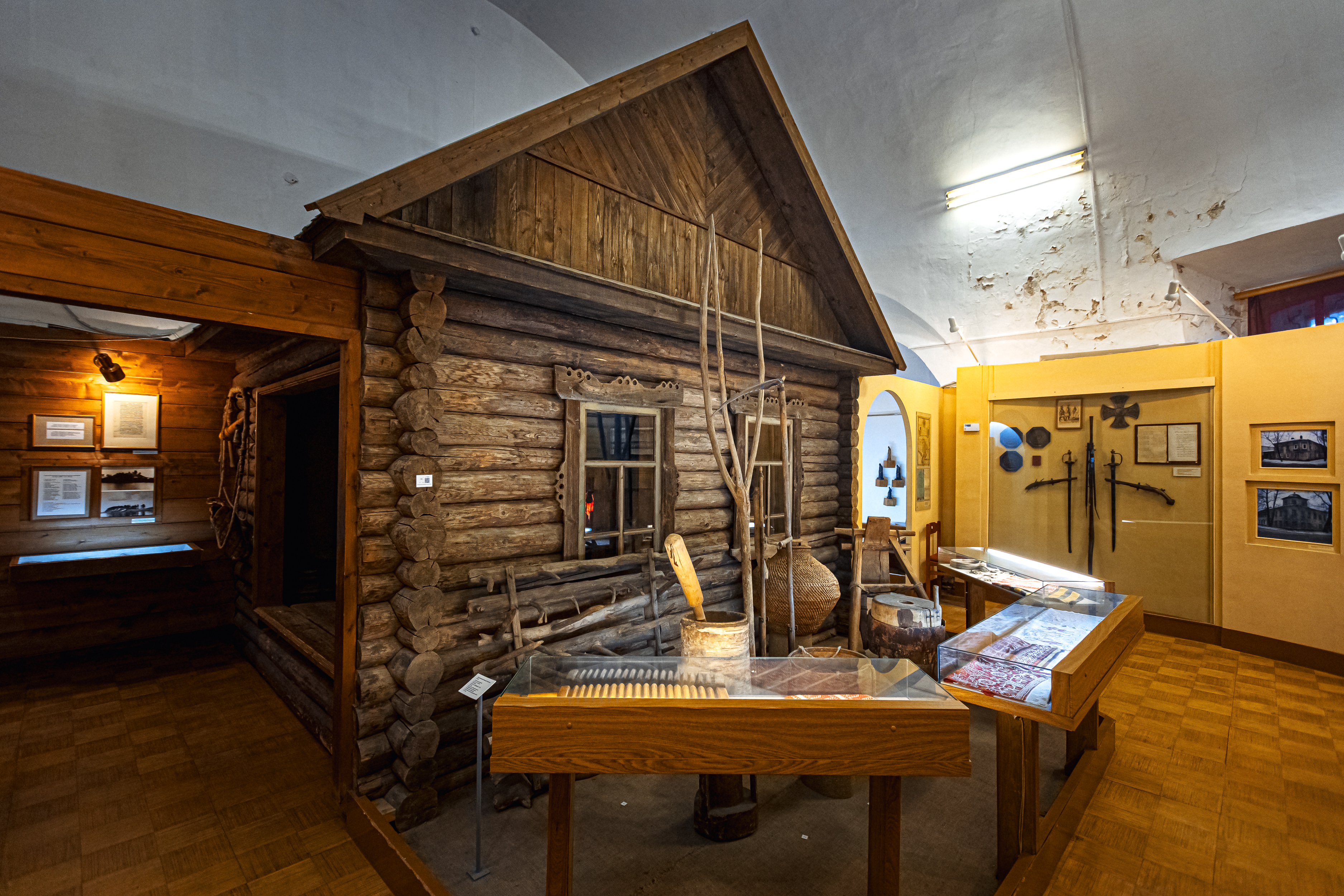
Фрагмент экспозиции Осташковского краеведческого музея